# Михайлівка (зупинний пункт, Одеська залізниця)
Миха́йлівка — пасажирський залізничний зупинний пункт Шевченківської дирекції Одеської залізниці.
Розташований у селі Михайлівка Богуславського району Київської області на лінії Яхни — Цвіткове між станціями Миронівка (8 км) та Таганча (6 км).

## Історія
Час відкриття не встановлений. Відбулося це між 1962 та 1981 роками. 

## Цікавий факт
Михайлівка, разом із сусіднім з.п. Яхни є єдиними зупинними пунктами Одеської залізниці, розташованими в Київській області.